# 동튀르키스탄 망명정부

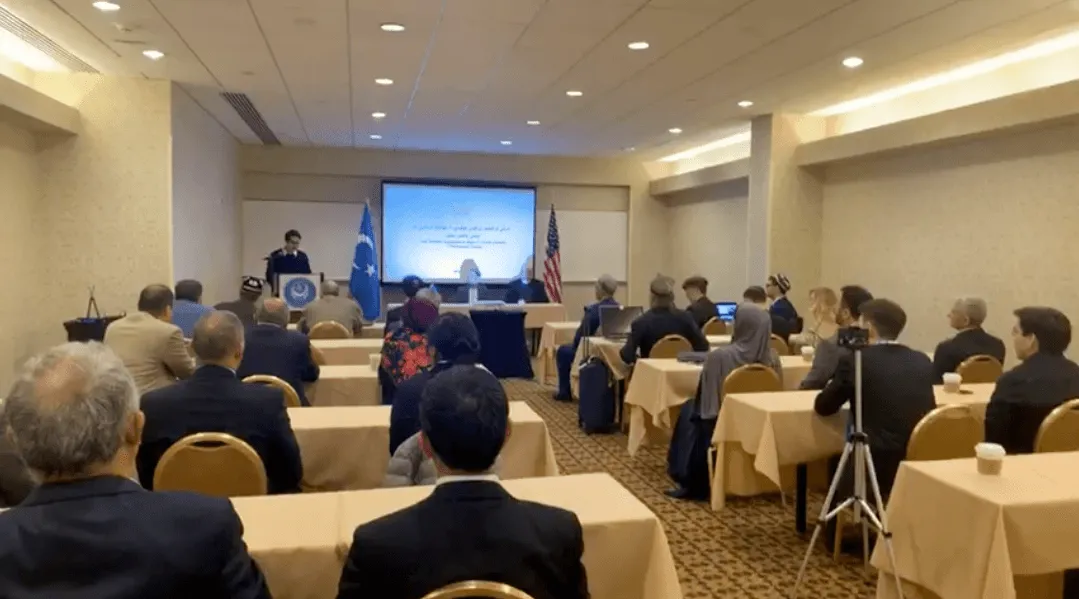
ETGE 제8차 총회 개최 - 2019년 11월 10일

동튀르키스탄 망명정부(위구르어: شەرقىي تۈركىستان سۈرگۈندى ھۆكۈمىتى, 영어: East Turkistan Government-in-Exile, 약칭 ETGE)는 위구르족, 카자흐족, 키르기스족 그리고 동튀르키스탄 출신 인사들이 워싱턴 D.C.에 설립하고 본부를 둔 의회 망명정부이다. ETGE는 국제무대에서 동튀르키스탄과 동튀르키스탄 국민을 대표하는 유일한 기관이라고 주장한다.
동튀르키스탄 망명정부는 미국 국회의사당 건물 HC-6호실 안에서 선언되었지만, 동튀르키스탄 망명정부와 동튀르키스탄 정부가 주장하는 영토는 아직 미국이 인정하지 않고 있다. 중화인민공화국은 2004년 9월부터 ETGE의 창설에 단호히 반대해 왔다.

## 위치
동튀르키스탄은 중화인민공화국이 신장 위구르 자치구로 관리해왔는데, 이에 대해 ETGE는 '불법 군사 점령'으로 간주하는 상황이다. ETGE의 입장은 "동튀르키스탄과 그 국민들은 오랜 독립 역사를 가지고 있다"는 것이다. ETGE는 "당신이 속하지 않는 것과 분리될 수 없다"고 믿기 때문에 스스로를 "분리주의자"로 여기지 않는다. 중화인민공화국은 1949년 동튀르키스탄과 신장이 중화인민공화국에 통합된 것이 "평화적 해방"이었으며, 이 지역은 "오랫동안 중국의 일부였다"고 주장했다.
ETGE는 자신을 민주적으로 선출된 의회 망명정부이며 "중국의 동튀르키스탄 (중국 명칭:신장 위구르 자치구) 점령과 식민지화를 끝내는 것을 목표로 한다"라고 설명했다. 또한 ETGE는 지역내 모든 민족들의 자유를 존중하는 민주주의적 의원내각제 국가의 형식으로 동튀르키스탄의 독립을 목표로 한다고 발언한 바가 있다. ETGE는 창설 이래 2004년, 2006년, 2008년, 2009년, 2011년, 2013년, 2015년, 2019년 등 8번의 총회를 개최하였다. 조직의 본부는 많은 위구르 디아스포라가 살고 있는 워싱턴 D.C.에 위치하고 있지만 조직의 회원들은 수십개의 국가에 걸쳐 존재한다

## 형성
2004년 초 독립 대 자치권 문제를 놓고 동튀르키스탄 국가 센터/의회(ETNC)가 분열되면서 자치를 지지하는 세계 위구르 회의와 자치를 거부하고 독립을 지지하는 동튀르키스탄 망명정부가 결성되었다. 동튀르키스탄 망명 정부는 2004년 9월 14일 안와르 유수프 투라니의 지도 하에 세계 동튀르키스탄 공동체 구성원들이 워싱턴 D.C.에 있는 미국 국회의사당 HC-6호실에서 공식적으로 선포되었다. 앞서 1992년 창설된 제1회 동튀르키스탄 국제회의 의장을 역임한 아흐마트 이감바르디는 총재로 참석한 대표단에 의해 선출되었고 투라니 총리는 총리로 선출되었다.

## 같이 보기
- 튀르키스탄 이슬람당
- 동튀르키스탄 제1공화국
- 동튀르키스탄 제2공화국

## 참고 문헌
- 이 문서에는 다음커뮤니케이션(현 카카오)에서 GFDL 또는 CC-SA 라이선스로 배포한 글로벌 세계대백과사전의 내용을 기초로 작성된 글이 포함되어 있습니다.